# Ducie
Ducie er en ø i øgruppen Pitcairn. Øen, der er ubeboet, er et britisk oversøisk territorium.